# Henryk Szordykowski
Henryk Jan Szordykowski (Polonia, 3 de junio de 1944) fue un atleta polaco especializado en la prueba de 1500 m, en la que consiguió ser subcampeón europeo en 1971.

## Carrera deportiva
En el Campeonato Europeo de Atletismo de 1971 ganó la medalla de plata en los 1500 metros, con un tiempo de 3:38.7 segundos, llegando a meta tras el italiano Francesco Arese que con 3:38.4 s batió el récord de los campeonatos, y por delante del británico Brendan Foster (bronce).